# Buitenplaats Outshoorn

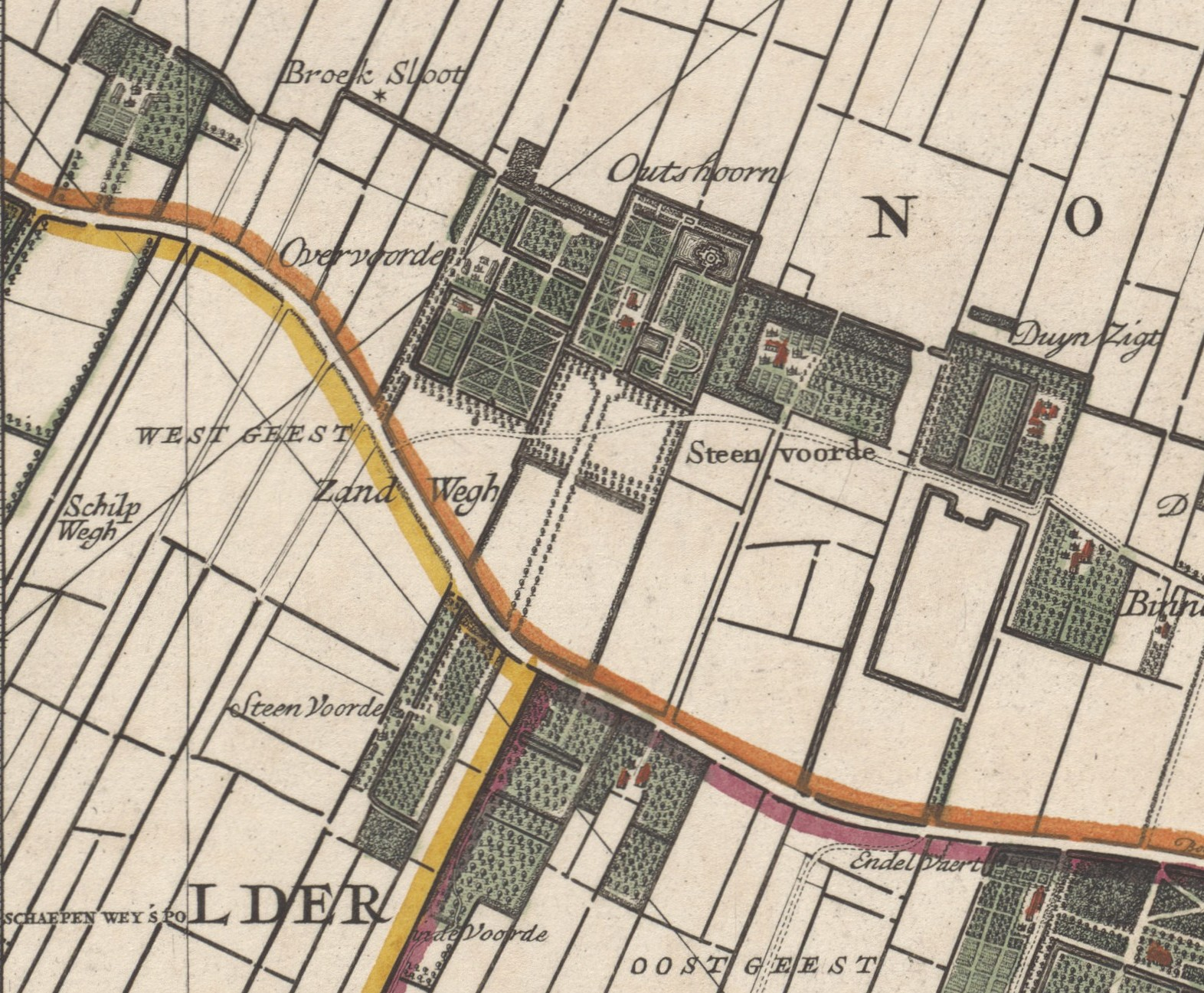
Kaart van Rijswijk in 1712

Buitenplaats Outshoorn is een voormalige buitenplaats in de Nederlandse gemeente Rijswijk (provincie Zuid-Holland), gelegen in de Noordpolder aan de huidige Van Vredenburchweg 170. Sinds 1778 is de buitenplaats opgenomen in buitenplaats Overvoorde.

## Geschiedenis
De eerste benoeming van buitenplaats Outshoorn (ook wel Oudshoorn) is bekend in vergunningen en koopcontracten van het Hoogheemraadschap Delfland in 1534. In 1729 krijgt Catharina Maria Vallensis de hofstede Outshoorn in bezit uit de erfenis van haar tante Corvina Maria Vallensis (-1728). Catharina Maria Vallensis was getrouwd met mr. Ewout van der Dussen (vroedschap, schepen en burgemeester van Delft), die eigenaar was van buitenplaats Overvoorde. Buitenplaats Outshoorn grensde aan buitenplaats Overvoorde aan de Westzijde, en aan buitenplaats Steenvoorde aan de Oostzijde. De familie van der Dussen was tot 1777 eigenaar van het landgoed.
In 1777 kocht mr. Jacob van Vredenburch buitenplaats Overvoorde. Op 8 mei 1778 vond de aankoop en overdracht plaats van hofstede Outshoorn (met 8 morgen weiland) en hofstede Steenvoorde (boerenwoning met 22 morgen land, en 8 morgen 50 roeden land). Het grondgebied van het landgoed werd samen met de boerderij Steenvoorde en De Voorde geïntegreerd in buitenplaats Overvoorde. Het daardoor ontstane landgoed is circa 32 hectare groot en behoort tot de landgoederenzone Rijswijk. Vanaf 1778 is buitenplaats Outshoorn geen op zichzelf staande buitenplaats meer.

### Bebouwing
Op het landgoed Overvoorde staat een wit hoofdgebouw met de naam 'de Hoeve'. Dit is een van de gebouwen van buitenplaats Outshoorn en daarmee het enige overblijfsel van de voormalig buitenplaats.

### Huidig gebruik
Het voormalig gebouw van buitenplaats Outshoorn is na de integratie in het grotere, samengestelde landgoed Overvoorde uitgebreid en doet nu dienst als hotel en conferentiecentrum. 